# Coppa del Brasile 1991
La Coppa del Brasile 1991 (ufficialmente in portoghese Copa do Brasil 1991) è stata la 3ª edizione della Coppa del Brasile.

## Formula
Partite a eliminazione diretta con gare di andata e ritorno. In caso di pareggio nei tempi regolamentari, passa la squadra che ha realizzato il maggior numero di gol fuori casa. Nel caso non sia possibile determinare un vincitore con la regola dei gol fuori casa, sono previsti i tiri di rigore.

## Partecipanti
| Stato               | Squadra (Città)                        | Motivo qualificazione                                                |
| ------------------- | -------------------------------------- | -------------------------------------------------------------------- |
| Acre                | Rio Branco-AC (Rio Branco)             | Squadra indicata dalla Federazione calcistica Acreana                |
| Alagoas             | CSA (Maceió)                           | Vincitore del Campionato Alagoano 1990                               |
| Amazonas            | Rio Negro (Manaus)                     | Vincitore del Campionato Amazonense 1990                             |
| Bahia               | Vitória (Salvador)                     | Vincitore del Campionato Baiano 1990                                 |
| Bahia               | Fluminense de Feira (Feira de Santana) | 2° nel Campionato Baiano 1990                                        |
| Ceará               | Ceará (Fortaleza)                      | Vincitore del Campionato Cearense 1990                               |
| Distretto Federale  | Gama (Gama)                            | Vincitore del Campionato Brasiliense 1990                            |
| Espírito Santo      | Colatina (Colatina)                    | Vincitore del Campionato Capixaba 1990                               |
| Goiás               | Goiás (Goiânia)                        | Vincitore del Campionato Goiano 1990                                 |
| Goiás               | Goiânia (Goiânia)                      | 2° nel Campionato Goiano 1990                                        |
| Maranhão            | Sampaio Corrêa (São Luís)              | Vincitore del Campionato Maranhense 1990                             |
| Mato Grosso         | União Rondonópolis (Rondonópolis)      | Squadra indicata dalla Federazione calcistica Matogrossense          |
| Mato Grosso do Sul  | Ubiratan (Dourados)                    | Vincitore del Campionato Sul-Matogrossense 1990                      |
| Minas Gerais        | Cruzeiro (Belo Horizonte)              | Vincitore del Campionato Mineiro 1990                                |
| Minas Gerais        | Atlético Mineiro (Belo Horizonte)      | 2° nel Campionato Mineiro 1990                                       |
| Pará                | Remo (Belém)                           | Vincitore del Campionato Paraense 1990                               |
| Pará                | Paysandu (Belém)                       | 2° nel Campionato Paraense 1990                                      |
| Paraíba             | Auto Esporte-PB (João Pessoa)          | Vincitore del Campionato Paraibano 1990                              |
| Paraná              | Athl. Paranaense (Curitiba)            | Vincitore del Campionato Paranaense 1990                             |
| Paraná              | Coritiba (Curitiba)                    | 2° nel Campionato Paranaense 1990                                    |
| Pernambuco          | Santa Cruz (Recife)                    | Vincitore del Campionato Pernambucano 1990                           |
| Pernambuco          | Sport Recife (Recife)                  | 2° nel Campionato Pernambucano 1990                                  |
| Piauí               | Caiçara (Campo Maior)                  | Squadra indicata dalla Federazione calcistica Piauiense              |
| Rio de Janeiro      | Botafogo (Rio de Janeiro)              | Vincitore del Campionato Carioca 1990                                |
| Rio de Janeiro      | Vasco da Gama (Rio de Janeiro)         | 2° nel Campionato Carioca 1990                                       |
| Rio Grande do Norte | ABC (Natal)                            | Vincitore del Campionato Potiguar 1990                               |
| Rio Grande do Sul   | Grêmio (Porto Alegre)                  | Vincitore del Campionato Gaúcho 1990                                 |
| Rio Grande do Sul   | Caxias (Caxias do Sul)                 | 2° nel Campionato Gaúcho 1990                                        |
| San Paolo           | Corinthians (San Paolo)                | Vincitore del Gruppo A della prima fase del Campionato Paulista 1990 |
| San Paolo           | XV de Piracicaba (Piracicaba)          | Vincitore del Gruppo B della prima fase del Campionato Paulista 1990 |
| Santa Catarina      | Criciúma (Criciúma)                    | Vincitore del Campionato Catarinense 1990                            |
| Sergipe             | Confiança (Aracaju)                    | Vincitore del Campionato Sergipano 1990                              |

## Risultati

### Sedicesimi di finale
Andata 9, 14, 20, 21 e 27 febbraio 1991, ritorno 21, 27, 28 febbraio e 4 marzo 1991.
| Squadra 1          | Totale      | Squadra 2           | Andata | Ritorno |
| ------------------ | ----------- | ------------------- | ------ | ------- |
| Rio Negro          | 1-6         | Vasco da Gama       | 1-1    | 0-5     |
| ABC                | 1-5         | Cruzeiro            | 1-1    | 0-4     |
| CSA                | 1-1 1-3 dcr | Coritiba            | 1-0    | 0-1     |
| Caiçara            | 0-12        | Atlético Mineiro    | 0-1    | 0-11    |
| Rio Branco-AC      | 1-5         | Remo                | 1-1    | 0-4     |
| Sampaio Corrêa     | 2-5         | Botafogo            | 1-2    | 1-3     |
| Colatina           | 2-4         | Santa Cruz          | 2-3    | 0-1     |
| Paysandu           | 1-0         | Ceará               | 1-0    | 0-0     |
| Auto Esporte-PB    | 0-3         | Grêmio              | 0-1    | 0-2     |
| Goiânia            | 1-2         | Fluminense de Feira | 1-1    | 0-1     |
| Ubiratan           | 2-5         | Criciúma            | 1-1    | 1-4     |
| Caxias             | 3-2         | Remo                | 2-1    | 1-1     |
| União Rondonópolis | 0-4         | Goiás               | 0-1    | 0-3     |
| Athl. Paranaense   | 2-3         | Vitória             | 1-1    | 1-2     |
| Gama               | 0-4         | Sport Recife        | 0-1    | 0-3     |
| Confiança          | 0-1         | Corinthians         | 0-0    | 0-1     |

### Ottavi di finale
Andata 10, 13, 14 e 22 marzo 1991, ritorno 17, 20, 21, 27 marzo e 11 aprile 1991.
| Squadra 1           | Totale  | Squadra 2        | Andata | Ritorno |
| ------------------- | ------- | ---------------- | ------ | ------- |
| Criciúma            | 2-0     | Atlético Mineiro | 1-0    | 1-0     |
| Caxias              | 1-3     | Goiás            | 1-1    | 0-2     |
| Coritiba            | 3-0     | Paysandu         | 3-0    | 0-0     |
| Fluminense de Feira | 0-3     | Grêmio           | 0-1    | 0-2     |
| Vitória             | 2-1     | Sport Recife     | 2-1    | 0-0     |
| Santa Cruz          | 0-4     | Botafogo         | 0-1    | 0-3     |
| Remo                | gfc 1-1 | Vasco da Gama    | 0-0    | 1-1     |
| Corinthians         | 4-1     | Cruzeiro         | 3-1    | 1-0     |

### Quarti di finale
Andata 18 aprile 1991, ritorno 25 aprile 1991.
| Squadra 1   | Totale | Squadra 2 | Andata | Ritorno |
| ----------- | ------ | --------- | ------ | ------- |
| Coritiba    | 4-1    | Botafogo  | 3-0    | 1-1     |
| Goiás       | 0-3    | Criciúma  | 0-0    | 0-3     |
| Remo        | 2-0    | Vitória   | 2-0    | 0-0     |
| Corinthians | 2-3    | Grêmio    | 1-1    | 1-2     |

### Semifinali
Andata 12 e 22 maggio 1991, ritorno 19 e 25 maggio 1991.
| Squadra 1 | Totale | Squadra 2 | Andata | Ritorno |
| --------- | ------ | --------- | ------ | ------- |
| Remo      | 0-3    | Criciúma  | 0-1    | 0-2     |
| Coritiba  | 1-2    | Grêmio    | 1-1    | 0-1     |

### Finale

#### Andata
| Arbitro: | Rezende de Freitas |

| |            | |
| Maurício 83’ | Marcatori  | 15’ Vilmar |
| · Gomes P · China D · Jamir C · João Marcelo D · Vilson D · Hélcio D · Norberto C · Donizete Oliveira C · Darci C · João Antônio C · Maurício A · Nando A · Caio A | Formazioni | · P Alexandre · D Sarandi · D Vilmar · D Altair · D Itá · C Roberto Cavalo · C Gelson · C Grizzo · A Zé Roberto · A Soares · A Jairo Lenzi · A Vanderlei |
| Dino Sani | Allenatori | Scolari |

#### Ritorno
| Arbitro: | Cerdeira |

| |            | |
| · Alexandre P · Sarandi D · Vilmar D · Altair D · Itá D · Roberto Cavalo C · Gelson C · Grizzo C · Vanderlei A · Zé Roberto A · Soares A · Jairo Lenzi A | Formazioni | · P Sidmar · D Chiquinho · D João Marcelo · D Vilson · D Hélcio · C Norberto · C Donizete Oliveira · C João Antônio · A Maurício · A Nando · C Darci · A Caio |
| Scolari | Allenatori | Dino Sani |

Criciúma vincitore della Coppa del Brasile 1991 e qualificato per la Coppa Libertadores 1992.

## Classifica marcatori
| Pos. | Giocatore     | Squadra          | Gol |
| ---- | ------------- | ---------------- | --- |
| 1    | Gérson        | Atlético Mineiro | 6   |
| 2    | Neto          | Corinthians      | 5   |
| 3    | Chicão        | Coritiba         | 4   |
| 4    | Caio          | Grêmio           | 3   |
| 4    | Grizzo        | Criciúma         | 3   |
| 4    | Marquinhos    | Atlético Mineiro | 3   |
| 4    | Renato Gaúcho | Botafogo         | 3   |
| 4    | Vivinho       | Botafogo         | 3   |